# Erin Gammel
Erin Gammel (Kamloops, Columbia Británica; 13 de marzo de 1980) es una nadadora internacional de estilo espalda de Canadá. Compitió representando a su país natal en los Juegos Olímpicos de Atenas 2004 donde obtuvo la posición 17 en la prueba de los 100 m estilo espalda, y la posición 11 con el equipo canadiense en la prueba de los 4 x 100 combinados con relevos.